# رگولاتور با افت ولتاژ کم

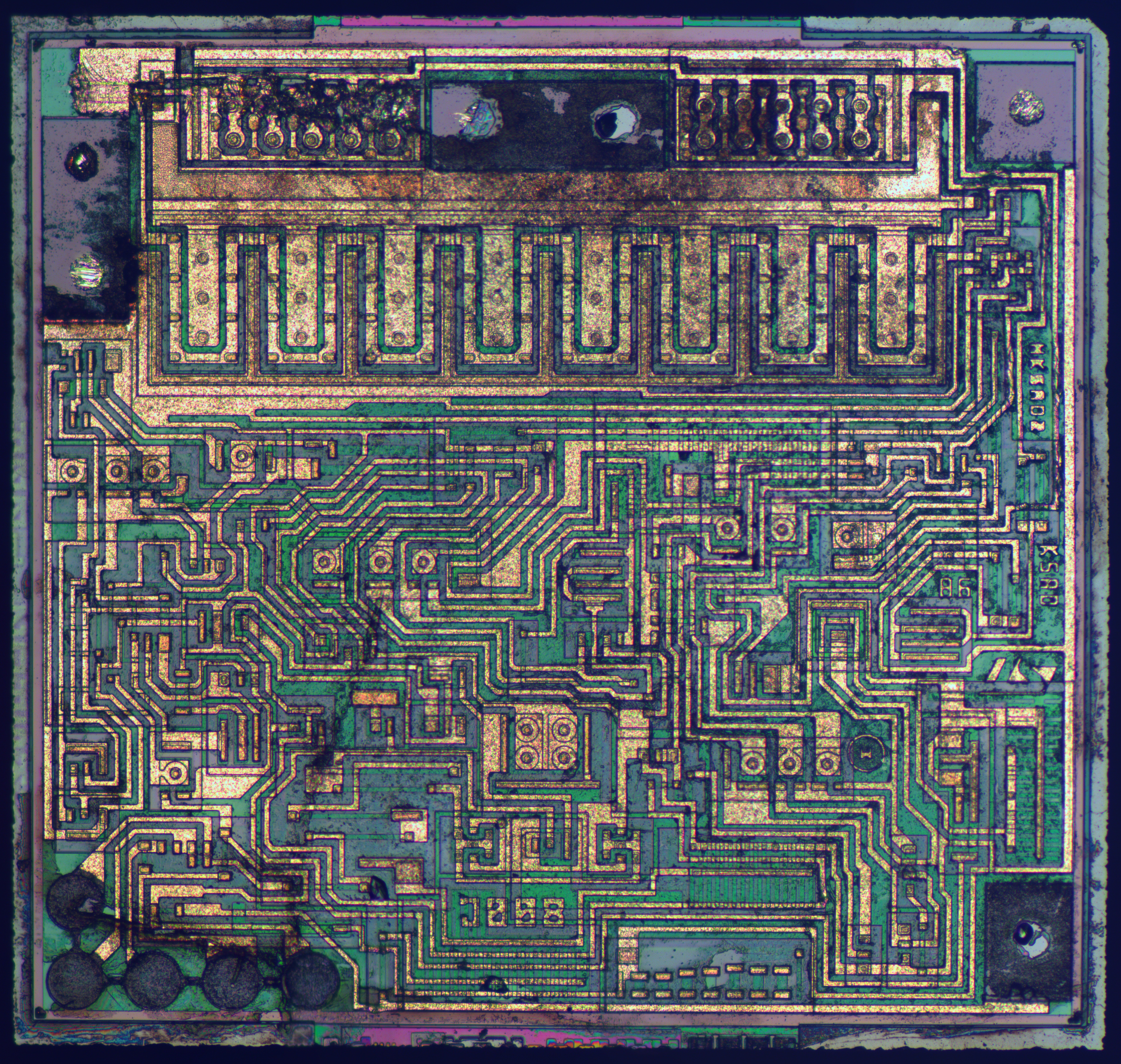
دای LM1117 رگولاتور ولتاژ خطی با افت ولتاژ کم (ال دی او).

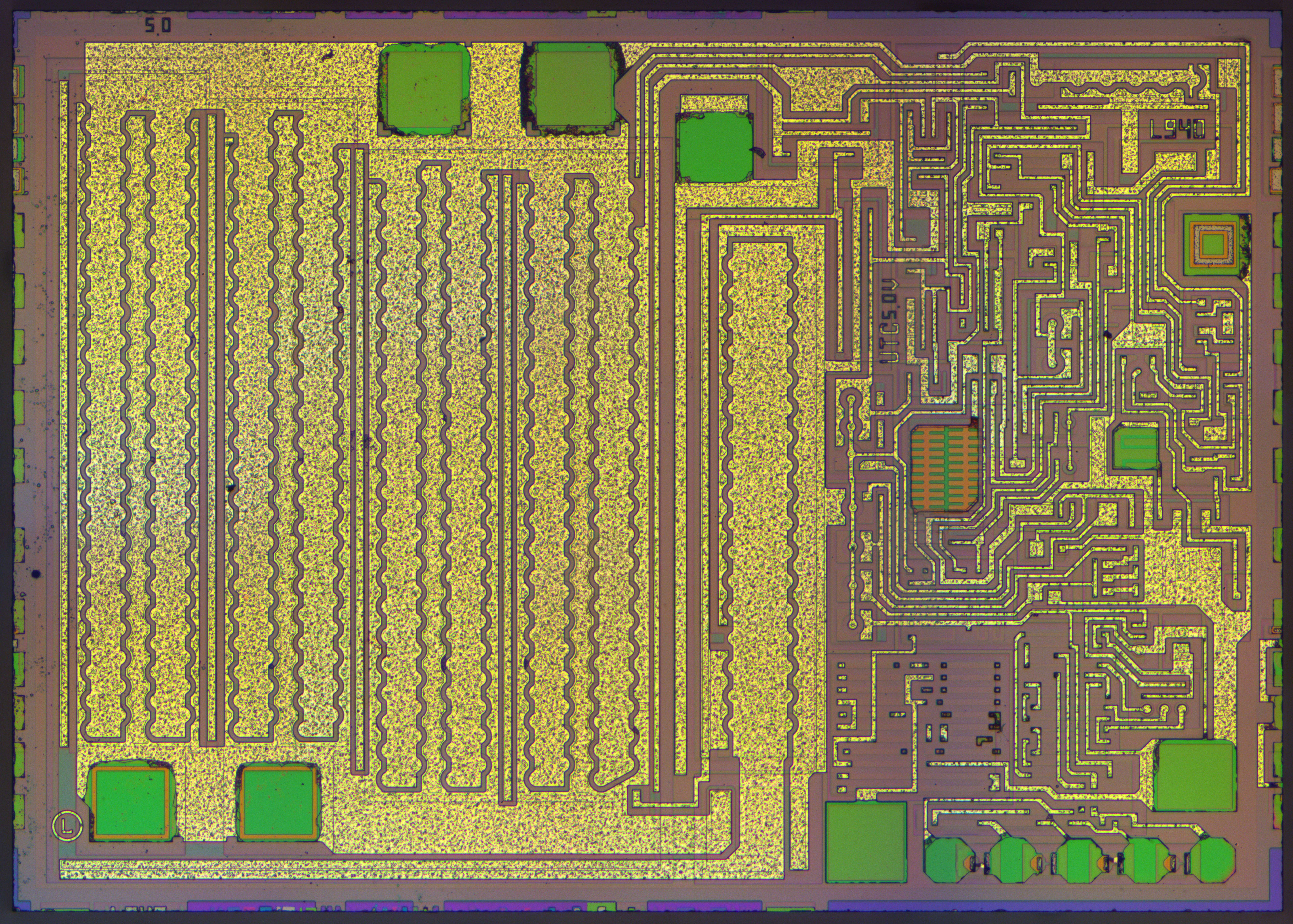
دای رگولاتور LM2940L

یک رگولاتور با افت ولتاژ کم یا ال‌دی‌او یک رگولاتور خطی ولتاژ DC است که می‌تواند ولتاژ خروجی را حتی در شرایطی که ولتاژ منبع تغذیه بسیار نزدیک به ولتاژ خروجی باشد، تنظیم کند.
از مزایای رگولاتور با افت ولتاژ کم نسبت به سایر رگولاتورهای DC به DC می‌توان به عدم وجود نویز کلیدزنی (با توجه به اینکه کلیدزنی صورت نمی‌گیرد)، اندازه قطعه کوچکتر (به صورتی که نه القاکننده‌های بزرگ و نه ترانسفورماتور لازم است) و سادگی طراحی بیشتری (معمولاً شامل یک مرجع، یک تقویت‌کننده و یک عنصر عبوری است) دارد. معایب آن این است که، برخلاف رگولاتورهای کلیدزنی، رگولاتورهای خطی DC باید برای تنظیم ولتاژ خروجی روی قطعه رگولاتور، توان و در نتیجه گرما تلف کند.

## تاریخ
رگولاتور قابل تنظیم با افت ولتاژ کم در ۱۲ آوریل ۱۹۷۷ در مقاله طراحی الکترونیکی با عنوان «جدا شدن از آی‌سی تنظیم‌کننده‌های ثابت» آغاز شد. این مقاله توسط رابرت دوبکین، طراح مدار مجتمع که در آن زمان برای نشنال سمی‌کنداکتر کار می‌کرد، نوشته شده است. به همین دلیل، نشنال سمی‌کنداکتر ادعا عنوان «مخترع ال‌دی‌او» را دارد. دوبکین بعداً در سال ۱۹۸۱ نشنال سمی‌کنداکتر را ترک کرد و لینیر تکنولوژی را در آن‌جا به عنوان مدیر ارشد فناوری تاسیس کرد.